# Dekanat Starachowice-Południe
Dekanat Starachowice-Południe – jeden z 29 dekanatów w rzymskokatolickiej diecezji radomskiej. Składa się z następujących parafii:
- Adamów pw. św. Jana Chrzciciela
- Chybice pw. św. Małgorzaty
- Dziurów pw. św. Stanisława Biskupa
- Kałków-Godów pw. św. Maksymiliana Marii Kolbego - sanktuarium
- Krynki pw. Wniebowzięcia NMP
- Lubienia pw. Podwyższenia Krzyża Świętego
- Pawłów k. Starachowic pw. św. Jana Chrzciciela
- Rzepin Drugi pw. Chrystusa Odkupiciela
- Starachowice pw. Matki Bożej Nieustającej Pomocy
- Starachowice pw. NMP Królowej Polski
- Starachowice pw. Świętej Trójcy
- Styków pw. NMP Wspomożenia Wiernych